# Wojciechowo (Siedlec)
Wojciechowo ist ein Dorf in der Gemeinde Siedlec im Powiat Wolsztyński in der polnischen Woiwodschaft Großpolen. Der Ort liegt rund vier Kilometer nordwestlich von Siedlec, zwölf Kilometer nordwestlich von Wolsztyn und rund siebzig Kilometer südwestlich von Posen. Im Jahr 2021 war eine Einwohnerzahl von 177 verzeichnet.
Zur Zeit der deutschen Besetzung Polens wurde der Ort Grünland genannt.
Der häufig vorkommende Ortsname lässt sich auf den in Polen sehr verehrten Hl. Adalbert (von Prag) zurückführen. Davon zeugt auch die Verbreitung des entsprechenden männlichen Vornamens. Im Zentrum dieses kleinen Ortes, unübersehbar an der Durchfahrtsstraße, befindet sich ein Standbild des Hl. Rochus mit den entsprechenden Attributen. Der Heilige entblößt ein Knie und zeigt die Wunden, die ihm die Pest zugefügt hat. Ein Hund bringt ihm Brot. Der Text auf der quadratischen Tafel unter der Heiligenstatue lautet: „Schütze unsere Gemeinde. 1945“ Sie drückt offensichtlich die Hoffnung aus, dass der Krieg und die damit verbundenen Leiden endlich zu Ende sind. Links daneben befindet sich ein großer Feldstein mit der Inschrift: „Den Opfern von Kriegen, Pest und Hunger. 2021“. Diese ungewöhnliche Zusammenstellung weist darauf hin, dass Kriege flächendeckenden Hunger verursachten und verursachen und die Ausbreitung von Pest (Krankheiten) begünstigten und begünstigen. Die Jahreszahl könnte ein Hinweis auf die Corona-Pandemie sein.

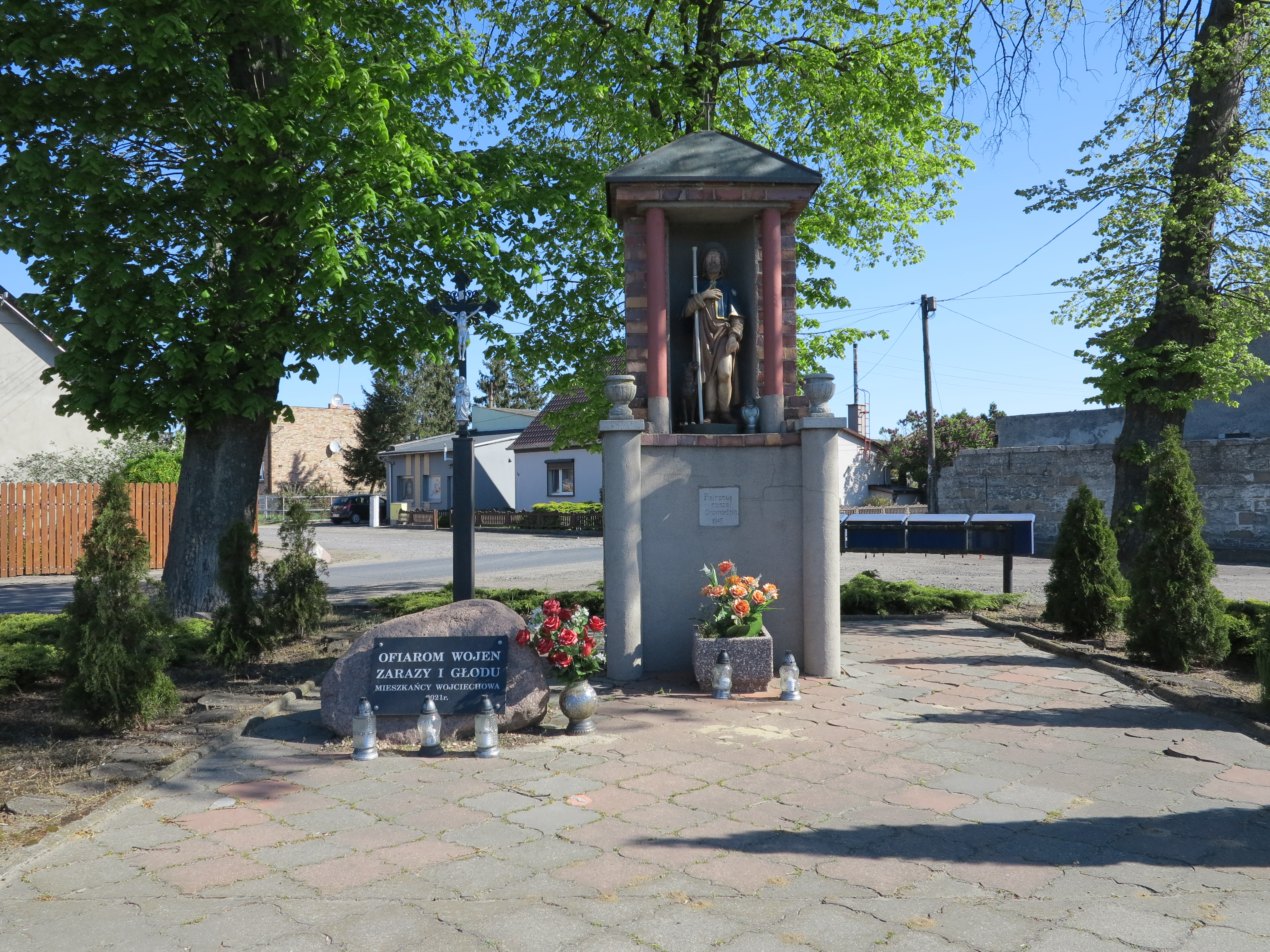
Blick auf den Dorfplatz Wojciechowo, April 2025